# Isla Juan Stuven
Isla Juan Stuven är en ö i Chile.   Den ligger i regionen Región de Aisén, i den södra delen av landet, 1 600 km söder om huvudstaden Santiago de Chile.
I omgivningarna runt Isla Juan Stuven växer i huvudsak blandskog.